# Gällivare domsagas valkrets
Gällivare domsagas valkrets var i valet till andra kammaren 1908 en egen valkrets med ett mandat. Valkretsen motsvarande Gällivare domsagas område (dagens Gällivare och Kiruna kommuner) och avskaffades vid införandet av proportionellt valsystem i valet 1911 och uppgick i Norrbottens läns norra valkrets. 

## Riksdagsman
- Lars Johan Carlsson, s (1909–1911)

## Valresultat

### 1908
| Andrakammarvalet i Sverige 1908: Gällivare domsagas valkrets | Andrakammarvalet i Sverige 1908: Gällivare domsagas valkrets | Andrakammarvalet i Sverige 1908: Gällivare domsagas valkrets | Andrakammarvalet i Sverige 1908: Gällivare domsagas valkrets | Andrakammarvalet i Sverige 1908: Gällivare domsagas valkrets |
| Kandidat                                                     | Kandidat                                                     | Röster                                                       | Röster                                                       | Röster                                                       |
| Kandidat                                                     | Kandidat                                                     | Antal                                                        | %                                                            | +− %                                                         |
| ------------------------------------------------------------ | ------------------------------------------------------------ | ------------------------------------------------------------ | ------------------------------------------------------------ | ------------------------------------------------------------ |
|                                                              | Lars Johan Carlsson                                          | 842                                                          | 84,3                                                         |                                                              |
|                                                              | Karl Ludvig Sandstedt (liberal)                              | 154                                                          | 15,4                                                         |                                                              |
|                                                              | Övriga kandidater                                            | 3                                                            | 0,3                                                          | —                                                            |
| Antal giltiga röster                                         | Antal giltiga röster                                         | 999                                                          |                                                              |                                                              |
| Kasserade röster                                             | Kasserade röster                                             | 5                                                            |                                                              |                                                              |
| Totalt                                                       | Totalt                                                       | 1 004                                                        |                                                              |                                                              |

Valet hölls den 6 september 1908. Valkretsen hade 25 731 invånare den 31 december 1907, varav 2 118 eller 8,2 % var valberättigade. 1 004 personer deltog i valet, ett valdeltagande på 47,4 %.